# Championnat de France masculin de water-polo 2018-2019
Navigation
Édition précédente Édition suivante
Le Championnat de France de water-polo Pro A 2018-2019 est une compétition organisée par la Fédération française de natation.
C'est le 120ème championnat de France de Water-Polo (un des championnats de France les plus anciens avec le championnat de Rugby).
Dix équipes s'opposent en une série de dix huit rencontres pour le compte de la phase régulière, les quatre premiers joueront les Play Off en match aller retour.
À la mi-saison, les sept équipes les mieux classées se qualifient pour la Coupe de la Ligue.
Le tenant du titre est Team Strasbourg, le promu est Stade de Reims Natation anciennenment connu sous le nom de Reims Natation 89.

## Équipes participantes
| Club                    | Classement final 2017-2018 | Entraîneurs         | Président             | Piscine                          | Ville                | Capacité (spectateurs) |
| ----------------------- | -------------------------- | ------------------- | --------------------- | -------------------------------- | -------------------- | ---------------------- |
| Team Strasbourg         | 1                          | Igor Racunica       | Roland Schmitt        | Piscine de la Kibitzenau         | Strasbourg           |                        |
| Pays d'Aix Natation     | 2                          | Alexandre Donsimoni | Jean-Luc Armingol     | Centre Aquatique Sainte Victoire | Venelles             | 300                    |
| C.N. Marseille          | 3                          | Marc Amardeilh      | Paul Leccia           | Bassin Pierre Garsau             | Marseille            | 1200                   |
| O. Nice Natation        | 4                          | Samuel Nardon       | Jean Monnot           | Piscine Jean-Bouin               | Nice                 |                        |
| Montpellier WP.         | 5                          | Fabien Vasseur      | Christophe Spilliaert | Piscine olympique d'Antigone     | Montpellier          | 2000                   |
| E.N. Lille Métropole    | 6                          | Jonathan Ghesquiere | Serge Criquet         | Tourcoing les Bains              | Tourcoing            |                        |
| C.N. Noisy-le-Sec       | 7                          | Milo Zmukic         | Julie Eissen          | Stade nautique Maurice Thorez    | Montreuil            | 1000                   |
| F.N.C. Douai            | 8                          | Yann Clay           | Alain Canonne         | Piscine de l'Orient              | Tournai              |                        |
| Sète Natation E.D.D.    | 9                          | Olivier Chandieu    | Jacky Vayeur          | Piscine olympique d'Antigone     | Montpellier          | 2000                   |
| Stade de Reims Natation | promu                      | Franck Missy        | -                     | Piscine olympique                | Chalons en Champagne | -                      |

## Saison régulière
Le classement est calculé avec le barème de points suivant : 
- la victoire vaut trois points,
- le match nul vaut un point,
- la défaite vaut zéro point.

À la mi-saison, les sept équipes les mieux classées se qualifient pour la Coupe de la Ligue. Le club hôte de la compétition est qualifié automatiquement. Si le club hôte est classé dans les sept premiers à l'issue de la phase aller, le huitième sera également qualifié.
Au terme de la phase régulière, les équipes à égalité sont départagées d'après le score cumulé de leurs deux matches. Si nécessaire, les scores cumulés puis le nombre de buts inscrits face à chacune des autres équipes, selon leur classement, seront utilisés, voire une séance de tirs au but dans les cas ultimes.
| Rang | Équipe                  | Pts | J  | G  | N | P  | Bp  | Bc  | Diff |
| ---- | ----------------------- | --- | -- | -- | - | -- | --- | --- | ---- |
| 1    | Team Strasbourg         | 49  | 18 | 16 | 1 | 1  | 174 | 111 | +63  |
| 2    | C.N. Marseille          | 45  | 18 | 14 | 3 | 1  | 226 | 138 | +88  |
| 3    | Pays d'Aix NatationVC   | 40  | 18 | 13 | 1 | 4  | 239 | 130 | +109 |
| 4    | Montpellier WP          | 32  | 18 | 10 | 2 | 6  | 200 | 163 | +37  |
| 5    | C.N. Noisy-le-Sec       | 26  | 18 | 8  | 2 | 8  | 187 | 176 | +11  |
| 6    | E.N. Lille Métropole    | 26  | 18 | 8  | 2 | 8  | 198 | 204 | -6   |
| 7    | Olympic Nice Natation   | 23  | 18 | 7  | 2 | 9  | 153 | 159 | -6   |
| 8    | FNC Douai               | 13  | 18 | 4  | 1 | 13 | 0   | 0   | 0    |
| 9    | Stade de Reims Natation | 9   | 18 | 3  | 0 | 15 | 153 | 231 | -78  |
| 10   | Sète Natation E.D.D.    | 0   | 18 | 0  | 0 | 18 | 115 | 254 | -139 |

 : tenant du titre 2018 ; 
VC : Vice-champion 2018 ;
CL : Vainqueur de la Coupe de la Ligue 2018 .
Légende
- Place de qualification pour les play-offs.

## Phase finale
La phase finale se déroule en match aller retour.
En demi-finales, le vainqueur de la phase régulière affronte le quatrième tandis que le deuxième affronte le troisième. Le match aller se joue chez l’équipe la moins bien classée lors de la saison régulière, le match retour chez l’équipe la mieux classée.
Finale et match pour la troisième place se déroulent de la même manière : l'équipe issue de la première demi-finale (le 1er ou le 4e de la saison régulière) reçoit pour le match aller et se déplace au retour.

### Demi finale
| Club            | Club                | Aller   | Retour  | Score   |
| --------------- | ------------------- | ------- | ------- | ------- |
| Team Strasbourg | Montpellier WP.     | 6 - 10  | 11 - 7  | 21 - 13 |
| C.N. Marseille  | Pays d'Aix Natation | 11 - 11 | 13 - 10 | 24 - 21 |

### Match pour la troisième place
| Club                   | Club                   | Score  |
| ---------------------- | ---------------------- | ------ |
| Montpellier Water-Polo | Pays d'Aix Natation    | 9 - 10 |
| Pays d'Aix Natation    | Montpellier Water-Polo | 14 -11 |

### Finale
| Club            | Club            | Score |
| --------------- | --------------- | ----- |
| C.N. Marseille  | Team Strasbourg | 8 - 9 |
| Team Strasbourg | C.N. Marseille  | 8 - 7 |